# Egretta dimorpha
La garzetta dimorfica (Egretta dimorpha Hartert, 1914) è un uccello della famiglia degli Ardeidi diffuso in Africa orientale e in Madagascar.

## Descrizione

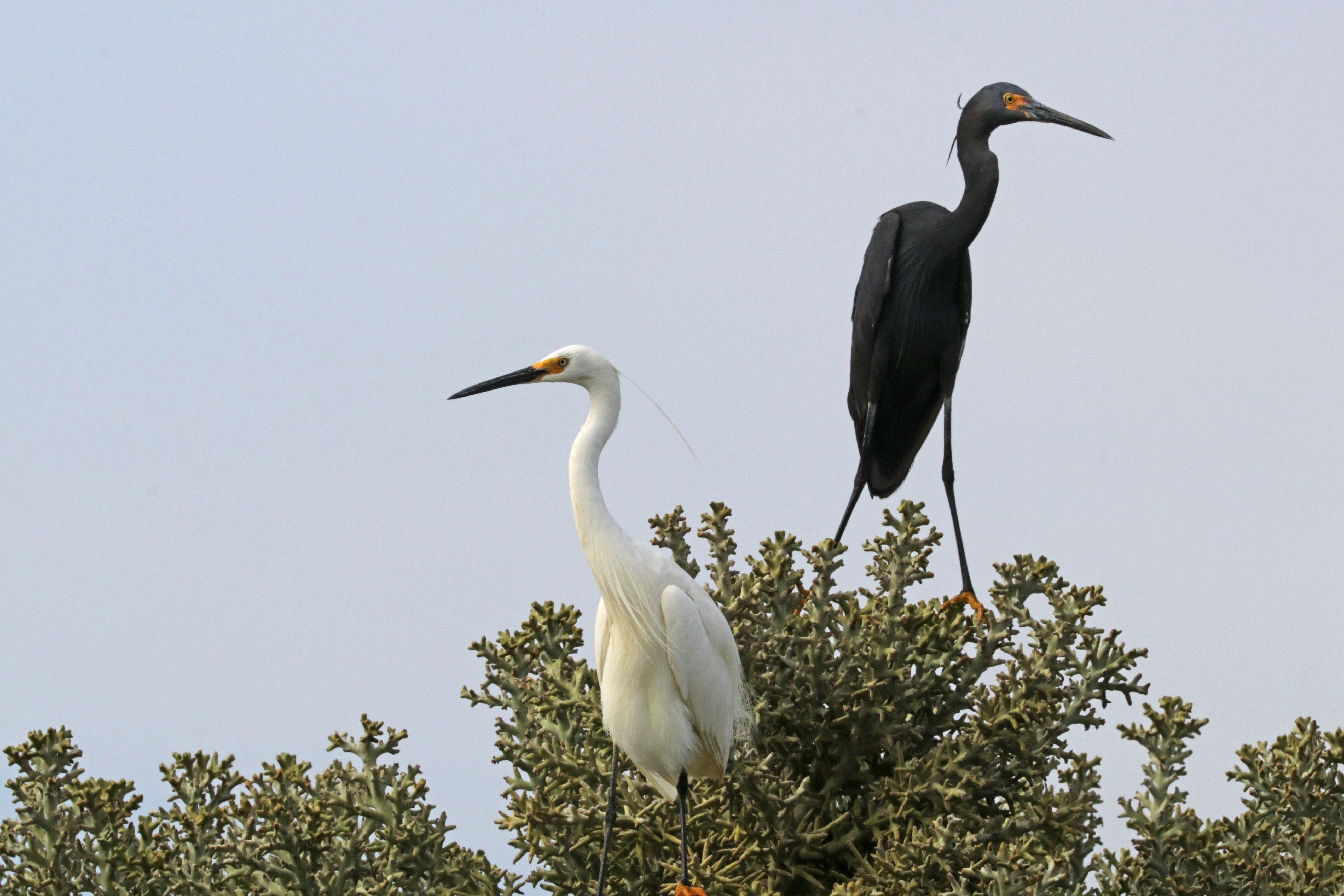
I morph bianco e nero insieme, a Nosy Ve, Madagascar

L'airone dimorfico è un uccello di media taglia, che raggiunge una lunghezza di 55–65 cm, con un'apertura alare di 86–104 cm.
Deve il suo nome al fatto che può presentarsi con due differenti morph, che presentano due differenti livree: una prevalentemente nera, con una area di piumaggio bianco in corrispondenza della gola e del collo, e una prevalentemente bianca, con lievi striature nere sulle ali. In entrambi morph hanno una macchia di pelle nuda intorno agli occhi e al becco di colore giallo, mentre il lungo becco è nero, le zampe grigie, e sono presenti delle lunghe piume sulla nuca e sul petto.

## Distribuzione e habitat
Questa specie popola le zone umide e costiere dell'Africa orientale e del Madagascar, nel Comore, Kenya, Mayotte, Seychelles e Tanzania.
Il suo habitat tipico sono le zone umide costiere: lagune estuarine, piane di marea, mangrovie.

## Tassonomia
La garzetta dimorfica è talvolta considerata una sottospecie dell'airone schistaceo (Egretta gularis) o una sottospecie della garzetta (Egretta garzetta).

## Biologia

### Alimentazione
Si nutre prevalentemente di pesci, crostacei, molluschi e insetti acquatici. La garzetta dimorfica a volte può essere trovata sui tetti delle case, per cercare insetti nelle grondaie.

### Riproduzione
Depone da 1 a 3 uova per covata. Il periodo di incubazione è di 21-25 giorni.